# Zarina Nosirjonova
Zarina Nosirjonova (* 23. März 2002) ist eine usbekische Leichtathletin, die sich auf den Hammerwurf spezialisiert hat und Inhaberin des Landesrekordes in dieser Disziplin ist.

## Sportliche Laufbahn
Erste internationale Erfahrungen sammelte Zarina Nosirjonova im Jahr 2019, als sie bei den Jugendasienmeisterschaften in Hongkong mit einer Weite von 54,71 m den siebten Platz mit dem leichteren 3-kg-Hammer belegte. 2022 gelangte sie bei den Islamic Solidarity Games in Konya mit 59,30 m auf Rang vier und im Jahr darauf belegte sie bei den Asienmeisterschaften in Bangkok mit 61,06 m den fünften Platz. Anschließend gelangte sie bei den Asienspielen in Hangzhou mit 61,72 m auf Rang fünf.
In den Jahren 2021 und 2022 wurde Nosirjonova usbekische Meisterin im Hammerwurf.